# پارک بو رام
پارک بو رام (کره‌ای: 박보람؛ ۱ مارس ۱۹۹۴ – ۱۱ آوریل ۲۰۲۴) خواننده اهل کره جنوبی بود. او به عنوان شرکت کننده در برنامه تلویزیونی سوپراستار کی ۲ شبکه ام‌نت حضور پیدا کرد و به جایگاه هشتم رسید. پارک فعالیت خود را با انتشار تک‌آهنگ دیجیتال «زیبا» با همکاری زیکو در ۷ اوت ۲۰۱۴ آغاز کرد. او در ۱۱ آوریل ۲۰۲۴ در سن ۳۰ سالگی به صورت ناگهانی در خانه دوستش درگذشت و پلیس در حال بررسی علت مرگ است.